# Ferrante Pallavicino
Ferrante Pallavicino est un écrivain et poète satirique italien, né à Plaisance vers 1618, décapité à Avignon en 1644.

## Biographie
Ferrante Pallavicino est né, vers 1618, à Plaisance, d’une famille illustre. Ses parents le destinèrent à l’état religieux et lui firent prendre fort jeune l’habit des Chanoines réguliers du Latran. Il acheva ses études à l’Université de Padoue et vint habiter la maison de son ordre à Venise, où il fut admis, avant l’âge de vingt ans, à l’Academie des Incogniti. Une passion pour une belle Vénitienne troubla sa tranquillité et ne pouvant voir sa maîtresse aussi souvent que désiré, il sollicita de ses supérieurs la permission de voyager en France : mais il se tint caché dans Venise ; et pour confirmer l’idée de son éloignement, il adressait à ses amis des lettres qu’il supposait écrites de Paris. Il partit, quelque temps après, pour l’Allemagne, avec le duc d’Amalfi, qui l’avait nommé son chapelain, et puisa, dans ses entretiens avec les théologiens protestants, des principes qu’il ne tarda pas de manifester, sans prévoir les suites funestes que pourrait avoir sa légèretés. De retour à Venise, après un an d’absence, il commença de se déchaîner contre la cour de Rome, et en particulier contre les Barberini. Cédant aux sollicitations de quelques libraires, il publia différents opuscules satiriques, dont le produit lui servait à satisfaire ses passions ; le succès qu’ils obtinrent, l’enhardit à suivre cette carrière. Sur les plaintes du légat, il fut mis en prison, et n’en sortit qu’au bout de six mois, par les sollicitations d’une courtisane à laquelle il s’était attaché. Loin de profiter de cette leçon, il quitta l’habit de son ordre, et continua d’inonder l’Italie de libelles. Les Barberini irrités résolurent de l'en punir ; mais, comme il était à Venise sous la protection du Sénat, il pouvait, tant qu’il y resterait, braver leur colère. Un de leurs émissaires, ayant gagné sa confiance, sut le décider à passer en France, où il lui promettait la protection du cardinal Richelieu. Pallavicino se laissa conduire en Provence ; mais arrivé sur les confins du Comtat Venaissin, il y fut arrêté par ordre du légat, et enfermé dans une prison d’Avignon. Ayant trouvé le moyen d’adoucir son geôlier, il en obtint, sous le prétexte de lire, des chandelles dont il se servit pour mettre le feu à la porte de son cachot et cette tentative n’aboutit qu’à faire empirer sa situation. II n’avait cependant pas perdu l’espérance de recouvrer la liberté mais l’ordre arriva de Rome d'en finir. Pallavicino eut la tête tranchée le 5 mars 1644, à l’âge de vingt-six ans. Le traître qui l’avait livré fut assassiné, quelques mois après, dans Paris, par un Italien, à qui le cardinal Mazarin fit accorder sa grâce.

## Œuvres

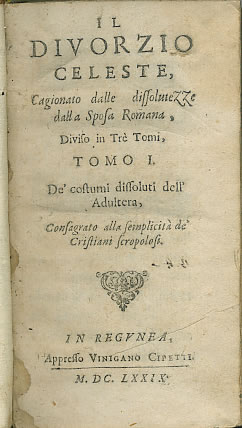
«Il divorzio celeste cagionato dalle dissolutezze della Sposa romana», 1679

On a de lui un grand nombre d’Opuscules. Girolamo Brusoni en a donné la liste détaillée à la suite de la vie de cet écrivain, son ami ; et Prosper Marchand l’a copiée dans la note C de son article Pallavicino. Ses ouvrages permis (Opere permesse) ont été publiés à Venise, 1655, 4 vol. in-12, précédés de la vie de l’auteur par Brusoni ; mais les curieux ne font aucun cas de ce recueil, et recherchent seulement les Opere scelte, Villefranche (Genève), 1660, 2 parties in-12. Les éditions sous la rubrique de Villefranche, 1666 ou 1673, ont été imprimées en Hollande. Les morceaux les plus remarquables de ce recueil, sont :
- La Rete di Vulcano, sujet tiré des Métamorphoses d’Ovide, dont on trouvera l’extrait dans le Conservateur, Amsterdam, 1757.
- Il divorzio celeste ; c’est une satire assez vive contre les abus de la cour de Rome. La Monnoye prétend qu’elle n’est pas de Pallavicino ; mais Prosper Marchand et la plupart des autres bibliographes ne partagent pas cette opinion[2] : elle a été traduite en français, par un anonyme, Villefranche (Genève), 1644, in-12, et par Julien-Simon Brodeau d'Oiseville, Amsterdam, 1696, in-12, précéd. de la vie de l’auteur[3].
- Il Corriero svaligiato (le Courier dévalisé), trad. en franç. (Hollande), 1644, in-12. Le comte de Mirabeau a emprunté le titre et le cadre de cet ouvrage.
- La Buccinata, overo Butarella per le api Barberini. C’est une satire contre les Barberini, qui, comme l’on sait, avaient des abeilles dans leurs armoiries ; elle était accompagnée d’une planche représentant un crucifix planté dans des épines, et environné d’un essaim d’abeilles, avec ces mots du psalmiste : Circumdederunt me sicut apes, etc.
- Dialogo tra due soldati del duca di Parma ; c’est encore une satire contre Urbain VIII, qui avait déclaré la guerre au duc de Parme : elle a été traduite en français, à la suite Divorce celeste.
- La Pudicizia schernita ; la Rhetorica delle Puttane, etc. deux productions licencieuses.